# Barbatula quignardi
Barbatula quignardi is een straalvinnige vissensoort uit de familie van de bermpjes (Nemacheilidae). De wetenschappelijke naam van de soort is voor het eerst geldig gepubliceerd in 1967 door Lotus Bǎcescu-Meşter.